# خلج (هريس)
خلج هي قرية في مقاطعة هريس، إيران. عدد سكان هذه القرية هو 125 في سنة 2006.